# Immelborn
Immelborn è una frazione del comune tedesco di Barchfeld-Immelborn.